# John Gottowt

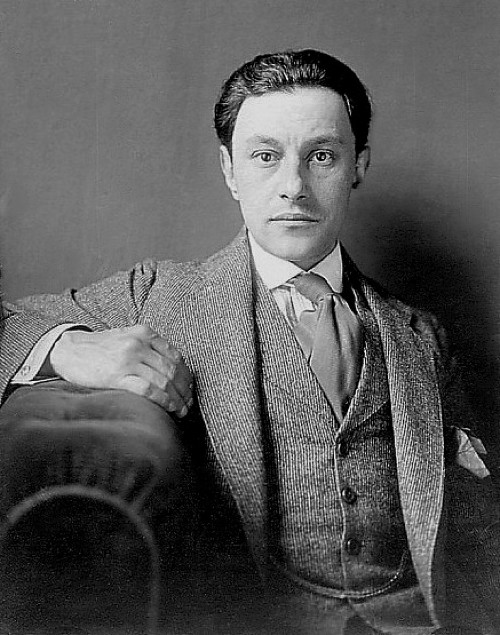
John Gottowt, etwa 1920

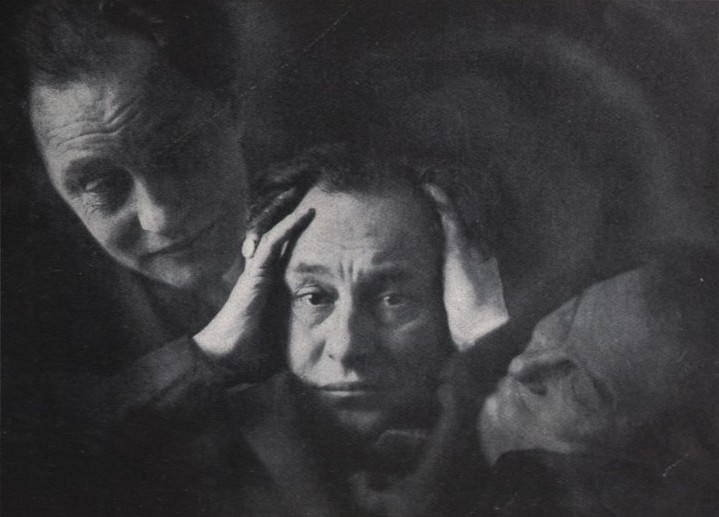
John Gottowt, Fotografie von Yva, 1926

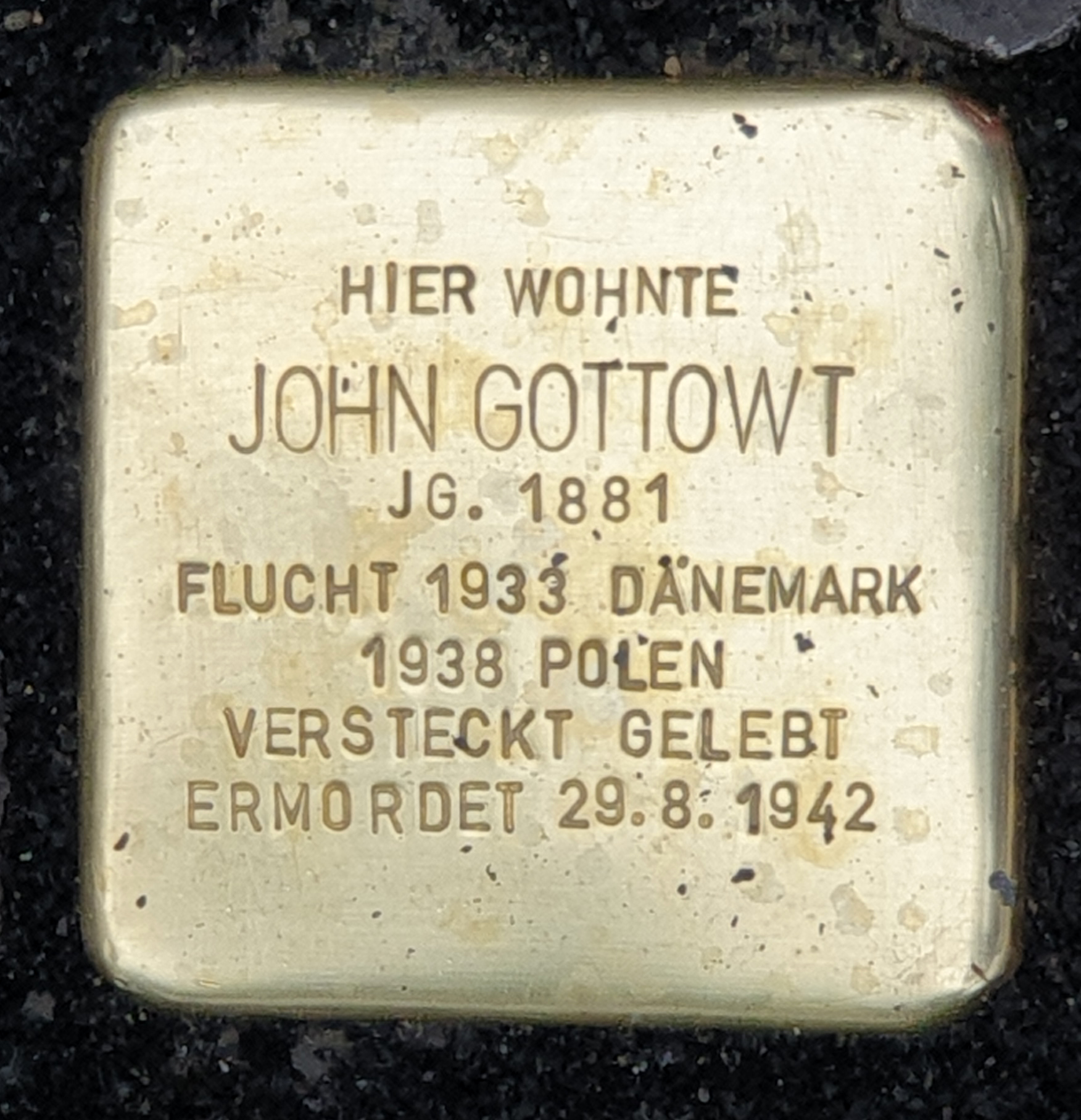
Stolperstein am Haus, Dernburgstraße 7, in Berlin-Charlottenburg

John Gottowt, als Isidor Gesang, (* 15. Juni 1881 in Lemberg, Österreich-Ungarn; † 29. August 1942 in Wieliczka, Polen) war ein österreichischer Schauspieler und Regisseur für Theater und Stummfilm.

## Leben
Nach seiner Ausbildung in Wien fing Gottowt 1905 in Berlin bei Max Reinhardt im Deutschen Theater als Schauspieler und Regisseur an. Gottowt war in der Folge in Berlin, Wien und München in verschiedenen Theatern als Charakterschauspieler und Oberspielleiter tätig. Er war ein begnadeter Darsteller von Greisen und Narren. Sein Rollenfach in Reinhardts Ensemble wurde nach seinem Weggang 1911 von Ernst Lubitsch übernommen.
Seinen ersten überlieferten Filmauftritt hatte John Gottowt 1913 zusammen mit Paul Wegener in Der Student von Prag als satanischer Zauberer Scapinelli. Noch im selben Jahr gab er sein Debüt als Filmregisseur mit Das schwarze Los, einer filmischen Commedia dell’arte mit dem Reinhardt-Schauspieler Alexander Moissi in der Hauptrolle. 1920 war er in Werken der expressionistischen Welle zu sehen, so in Robert Wienes Genuine und dem frühen Science-Fiction-Film Algol. Tragödie der Macht, in dem er die Titelfigur spielt, einen Außerirdischen. 1920 spielte er auch seine größte Filmrolle, den Buckligen James Wilton in  F. W. Murnaus  verschollenem Der Bucklige und die Tänzerin. 1921 wirkte er in Murnaus Klassiker Nosferatu mit, in dem er den Epidemiologen Professor Bulwer verkörpert.
Im Sommer 1920 übernahm er zusammen mit seinem Schwager Henrik Galeen die Leitung des Theaters in der Kommendantenstraße in Berlin, was künstlerisch sehr erfolgreich war. Mit Galeen, der Drehbuchautor von Nosferatu war, arbeitete Gottowt auch an weiteren Filmprojekten, wie der Komödie Der verbotene Weg, die Galeen mit Lupu Pick für dessen Firma Rex-Film inszenierte.
1923 leitete Gottowt mit Paul Leni das Kabarett Die Gondel.
1933 wurde er als Jude mit einem Berufsverbot belegt. Nach einigen Jahren in Dänemark zog er nach Krakau. 1942 wurde John Gottowt von einem SS-Offizier in Wieliczka ermordet, wo er sich als römisch-katholischer Priester getarnt versteckt hielt.

## Gedenken
Am 24. September 2024 wurden vor seinem ehemaligen Wohnort, Berlin-Charlottenburg, Dernburgstraße 7, Stolpersteine für seine Frau und ihn verlegt.

## Filmografie
- 1913: Der Student von Prag
- 1913: Das schwarze Los (Pierrots letztes Abenteuer)
- 1915: Büßende Magdalena
- 1915: Satan Opium
- 1917: Die Prinzessin von Neutralien
- 1918: Peer Gynt
- 1919: Morphium
- 1919: Der rote Henker
- 1920: Der verbotene Weg
- 1920: Genuine
- 1920: Die Nacht der Königin Isabeau
- 1920: Der Bucklige und die Tänzerin
- 1920: Niemand weiß es
- 1920: Algol
- 1920: Die tote Stunde
- 1921: Die Lou vom Montmartre
- 1921: Pariserinnen
- 1921: Brennendes Land
- 1922: Nosferatu, eine Symphonie des Grauens
- 1922: Der schwarze Stern
- 1922: Elixiere des Teufels
- 1922: Menschenopfer
- 1922: Der falsche Dimitry
- 1923: Der Geldteufel
- 1923: Das Wachsfigurenkabinett
- 1926: Dürfen wir schweigen?
- 1926: Die Flucht in die Nacht
- 1927: Prinz Louis Ferdinand
- 1932: Unheimliche Geschichten